# Letonia en los Juegos Olímpicos de Londres 2012
Letonia estuvo representada en los Juegos Olímpicos de Londres 2012 por un total de 46 deportistas que compitieron en  deportes. Responsable del equipo olímpico fue el Comité Olímpico de Letonia, así como las federaciones deportivas nacionales de cada deporte con participación.
El portador de la bandera en la ceremonia de apertura fue el jugador de vóley playa Mārtiņš Pļaviņš.

## Medallistas
El equipo olímpico de Letonia obtuvo las siguientes medallas:
| Nombre                        | Deporte      | Competición  |
| ----------------------------- | ------------ | ------------ |
| Oro                           |              |              |
| Māris Štrombergs              | Ciclismo BMX | Individual M |
| Plata                         |              |              |
| —                             |              |              |
| Bronce                        |              |              |
| Mārtiņš Pļaviņš Jānis Šmēdiņš | Vóley playa  | Torneo M     |